# 眾議院 (羅馬尼亞)
眾議院（羅馬尼亞語：Camera Deputaților）是羅馬尼亞的兩院制國會之一。羅馬尼亞眾議院共有331名議員，通過名單比例代表制選舉產生，任期4年。

## 外部連結
- 官方网站